# Hespérides (A-33)
Hespérides (A-33) je výzkumný ledoborec španělského námořnictva specializovaný pro službu v Antarktidě. Jeho hlavním úkolem jsou výzkumné plavby a zásobování antarktické základny Juana Carlose I. Hlavní základnou plavidla je Cartagena. Je to jediná španělská speciálně pro tento účel postavená výzkumná loď.

## Stavba

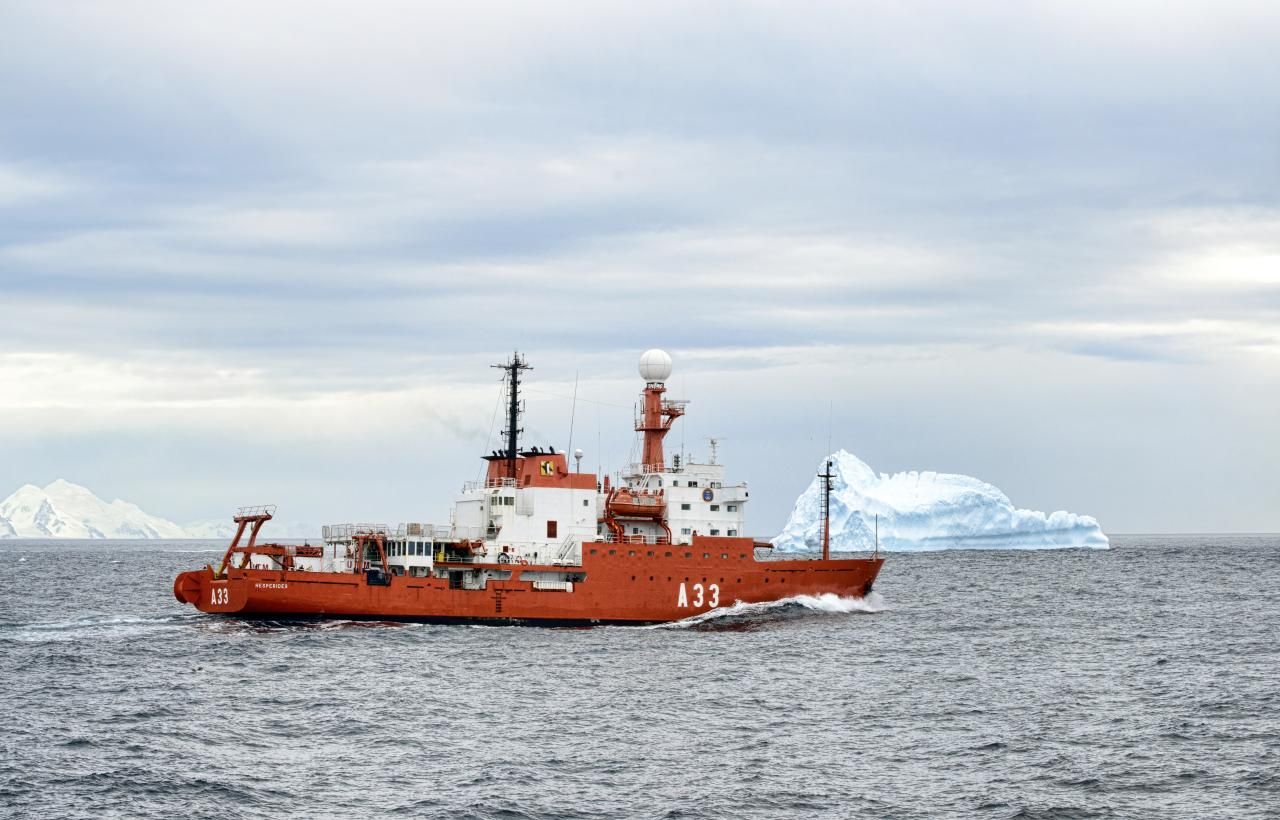
Hespérides (A-33)

Plavidlo postavila španělská loděnice Bazán (později Navantia) v Cartageně. Kýl byl založen roku 1988. Na vodu bylo spuštěno 12. března 1990. Do služby bylo přijato roku 1991.

## Konstrukce

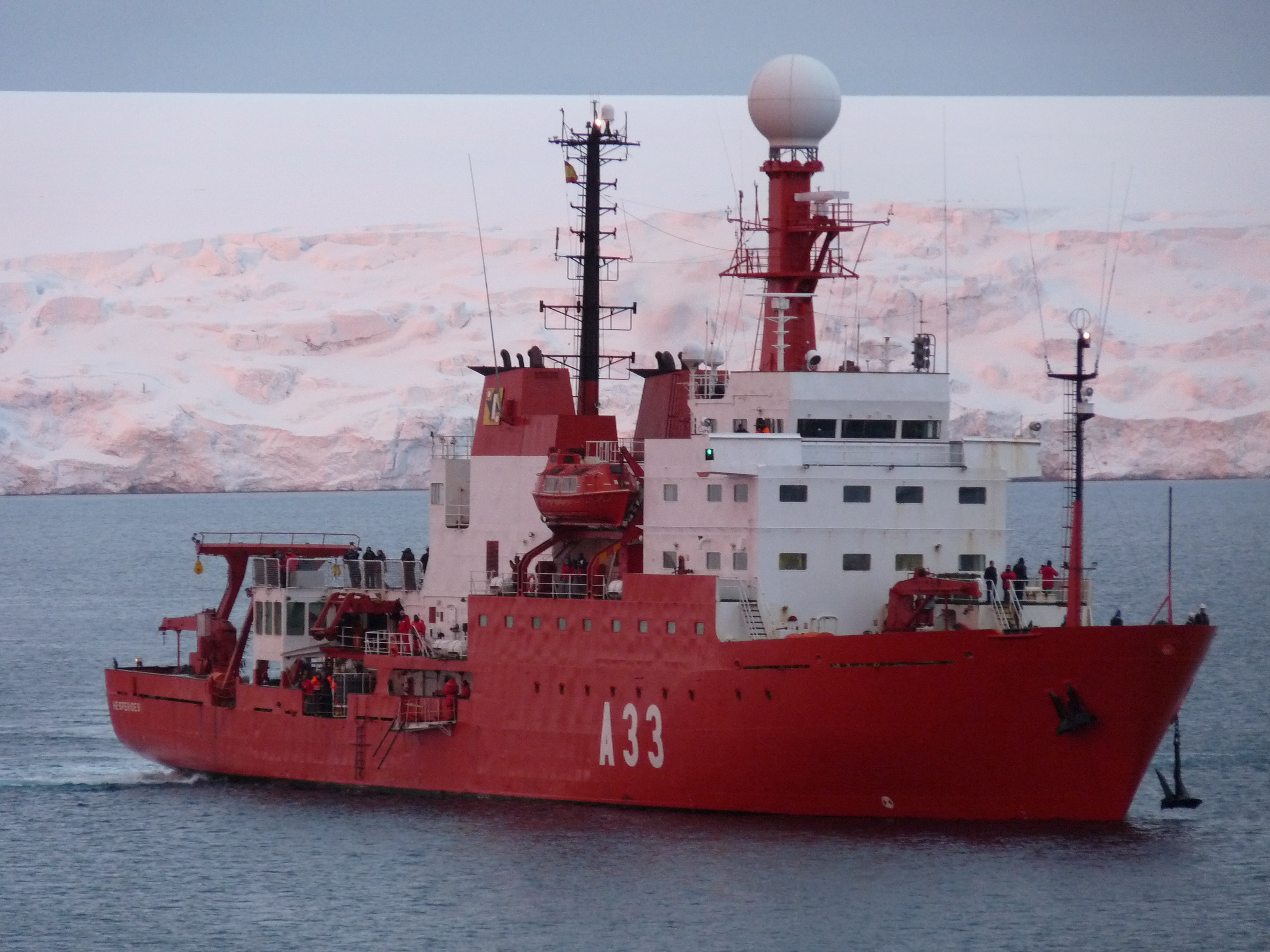
Hespérides (A-33)

Posádku tvoří 55 námořníků a 37 vědců. Plavidlo nese navigační radary ARPA ECDIS. Dále dva sonarové systémy EM-120, dva EK-60 a další vybavení. Výzbroj tvoří jeden kulomet a další ruční zbraně posádky. Na zádi se nachází přistávací plocha a hangár pro vrtulníky Agusta-Bell AB 212. Pohonný systém tvoří čtyři diesel-generátory (2× 1300 kW a 2× 750 kW) dva elektromotory (2× 1400 kW). Nejvyšší rychlost dosahuje 14,7 uzlu. Ledem silným 40 cm může plout rychlostí 5 uzlů. Dosah je 12 000 námořních mil při rychlosti 12 uzlů.